# Walter Abish
Walter Abish, né à Vienne le 24 décembre 1931 et mort à Manhattan le 28 mai 2022 est un écrivain américain d'origine autrichienne. 

## Biographie
Ses parents ayant fui l'Europe pour échapper aux nazis, il passe son enfance à Shanghai. En 1949, il s'installe en Israël où il effectue son service militaire puis émigre aux États-Unis en 1957 et devient citoyen américain trois ans plus tard. Auteur de poèmes, de nouvelles et de romans, il a reçu le PEN/Faulkner Award en 1981 pour son roman Allemand, dites-vous ?.